# Stazione di Caulonia
La stazione di Caulonia è una stazione ferroviaria ubicata nella frazione di Marina di Caulonia

## Storia
Da settembre 2014 viene dato l'annuncio della chiusura della stazione insieme ad altre 10, ma, alla fine la stazione è rimasta attiva.

## Strutture e impianti
La stazione dispone di 2 binari per il servizio viaggiatori. È presente un monitor per fornire informazioni ai passeggeri.

## Movimento
La stazione è servita dai treni regionali operati da Trenitalia nell'ambito del contratto di servizio stipulato con la regione Calabria